# Scherma tradizionale

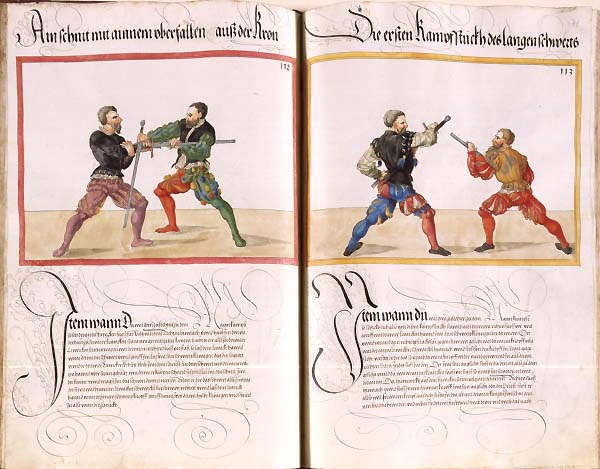
Illustrazioni da un manuale di scherma tedesco degli anni 1540

La scherma tradizionale, scherma antica o scherma storica è la ricostruzione dei sistemi sviluppatisi prima della codifica sportiva della scherma (ovvero dell'uso sistematizzato di una spada o altra arma), sulla base della documentazione storica rimasta, dei sistemi tradizionali ancora conservati e della verifica in simulazione di combattimento.
Non va confusa con la scherma teatrale e coreografica, che sono genericamente ispirate ai sistemi effettivamente esistiti, molto diverse dal moderno sport della scherma, che ha perso il senso dell'uso dell'arma come se fosse vera ed affilata.

## Etimologia
Il termine originario è Scrima, o Scrimia, poi Schermo. L'etimologia palesa la funzione prevalentemente difensiva di quest'arte il cui scopo è il colpire senza essere colpiti.

## Storia

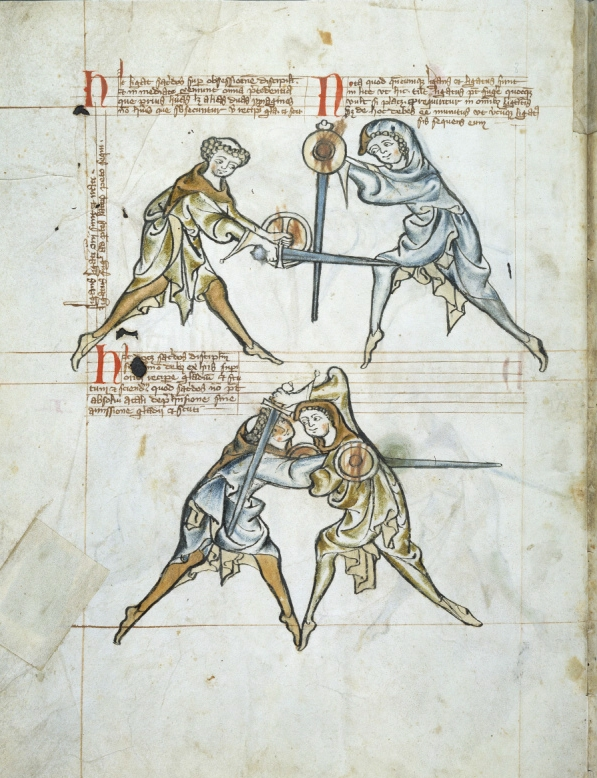
Il manoscritto MS I.33, datato circa al 1290, mostra scherma con spada e brocchiero

L'uso della spada è molto antico. Le prime fonti che accennano a particolari tecniche risultano fin dal periodo ellenico, ma è nel tardo Medioevo che appaiono i primi trattati scritti da Maestri d'Arme veri e propri. In Italia, i più famosi Maestri che ci hanno lasciato testimonianza dei loro insegnamenti sono Fiore dei Liberi (Flos Duellatorum - Ferrara - 1410 circa) e Filippo Vadi (De arte gladiatoria dimicandi - Urbino - 1485 circa). In questo periodo, che per l'Italia è da considerarsi già rinascimento delle arti e delle scienze (e la scherma è considerata come una di esse), il combattimento è particolarmente legato all'utilizzo di spade a due mani, daghe, lance, azze, bastoni e lotta a mani nude.
Dal '500, con il graduale affermarsi dell'arma da fuoco sui campi di battaglia la spada diventa più un'arma da difesa personale o da uso civile che non da guerra. In questo periodo la spada viene spesso accompagnata da una seconda lama più corta da impugnarsi con l'altra mano, spesso chiamata daga o pugnale da duello, oppure accompagnata da armi difensive quali piccoli scudi (brocchieri e targhe), scudi più grandi (rotelle e targoni) oppure semplici mantelli (cappe).
La scherma diventa nel primo '500 espressione di arte e scienza senza precedenti. Con i suoi grandi Maestri (Achille Marozzo o Antonio Manciolino giusto per citarne alcuni), l'Italia diventa punto di riferimento europeo anche per quest'arte.
L'origine aristocratica della scherma, in cui l'utilizzo di armi secondarie viene gradualmente limitato da motivi etici e di etichetta, porta a una progressiva codifica della disciplina. In essa diventano preponderanti sempre più i colpi di punta, decisamente più letali dei tradizionali colpi di taglio. È per l'appunto dopo il 1600 che la vecchia spada da lato (detta così poiché di uso civile da portare alla cintura) si trasforma nella spada da lato a striscia o semplicemente "striscia". L'evoluzione dell'arma porta ad un cambiamento delle tecniche: ormai si usa per lo più la spada sola o la spada ed il pugnale; ancora per tutto il 1600 l'Italia produce notevoli Maestri, quali Ridolfo Capoferro da Cagli (Gran Simulacro dell'arte e dell'uso della Scherma, 1610).
Nei secoli successivi, la scherma si allontana sempre più dai casi di combattimento reale, perdendo d'importanza la dottrina d'uso principale: la sopravvivenza in un combattimento in steccato, in Duello "alla macchia" o in caso di aggressione in strada. La scherma diventa gradualmente un passatempo da gentiluomini, che vedono nel circolo di scherma anche una sorta di club per ritrovarsi. Nell'800 questo cambiamento generalizzato della scherma porta alla scomparsa di Maestri che possano insegnare efficacemente quest'arte in condizioni di combattimento reale. Per tale motivo gli ambienti militari delle potenze dominanti del tempo, cominciano a ricercare fuori dai propri territori, persone in grado di insegnare il combattimento con la sciabola ai propri ufficiali.
Ad ogni modo, anche nel '900 gli schermidori Italiani di spada erano rinomati proprio per la loro esperienza e pratica nell'uso della spada da duello, sebbene le tecniche originali di scherma antica, la quale sfrutta combinazione di colpi di taglio e colpi di punta, risultavano ormai non più praticate.
(Tremamondo, Angelo (1763), L'Ecole des Armes, avec l'explication générale des principales attitudes et positions concernant l'escrime, prefazione.)

## Scherma tradizionale come arte marziale
Le tecniche di scherma antica, al giorno d'oggi, vengono riproposte grazie allo studio degli scritti che i Maestri del tempo ci hanno lasciato o, in taluni casi, recuperando quanto è rimasto in ambiti non collegati al mondo della Scherma Sportiva. Si possono così scoprire le peculiarità di un'arte marziale occidentale, che ha trovato in Italia un terreno particolarmente fertile per svilupparsi ed accrescersi al punto da poter essere considerata a pieno titolo l'Arte marziale Italiana. Un'Arte che si fonda sul principio del "toccare senza essere toccati" e su oltre sette secoli di storia codificati nelle decine di Trattati d'Arme fino ad oggi recuperati.
Numerose sono le associazioni sportive dilettantistiche che organizzano corsi dedicati a questa attività, sebbene in Italia non esista alcuna federazione nazionale di praticanti di scherma antica. La FIJLKAM (Federazione Italiana Judo Lotta Karate Arti Marziali) sembra essere orientata principalmente alle arti marziali a mani libere, per cui non possiede al suo interno un settore dedicato alla scherma occidentale. Mentre la FIS (Federazione Italiana Scherma) sta ultimamente aprendo i propri orizzonti cercando di regolamentare l'aspetto più sportivo di questa pratica. In contrapposizione alle Federazioni Nazionali sportive altre organizzazioni di carattere promozionale riconosciute dal CONI (in particolare ASC, UISP e CSEN) hanno organizzato propri settori in cui la pratica della scherma antica è ben sviluppata.
Nel dicembre del 2014 la FIS ha riconosciuto la striscia come arma ufficiale, che va quindi ad aggiungersi a quelle della scherma olimpica, ovvero spada, sciabola e fioretto, promulgando un regolamento che stabilisce le caratteristiche dell'arma e le regole di ingaggio nei tornei. I primi campionati nazionali di striscia si sono tenuti a Roma il 23 maggio 2015.

## Terminologia e dettagli
Nel '900 era uso distinguere la scherma praticata al circolo sportivo e la scherma da duello, normalmente al primo sangue, rispettivamente con "scherma da pedana" e "scherma da terreno".
Oggigiorno, nel linguaggio comune sono oramai diventati pressoché equivalenti i seguenti termini, anche se ne esistono diverse interpretazioni:
scherma tradizionaleindicante le tecniche schermistiche tramandateci attraverso la tradizione orale o scritta;
scherma antica (in contrapposizione al termine "scherma moderna" sinonimo di scherma sportiva)indicante la scherma non più praticata in tempi odierni; termine già ritrovabile nei primi anni del Novecento al tempo in riferimento alla scherma precedente il XIX secolo,
scherma storicaindicante le tecniche schermistiche relative ad un determinato periodo storico non contemporaneo (es. scherma storica rinascimentale, scherma storica trecentesca, ecc.).
Lo studio di queste discipline può essere orientato verso l'analisi e la ricostruzione da documentazione scritta oppure verso la sperimentazione diretta con repliche delle armi originali.
Mentre la pratica in combattimento libero, data la relativa pericolosità della stessa, può essere eseguita in sicurezza riconducendola ad una delle seguenti categorie:
contatto leggero (light contact o in controllo)in genere eseguito con repliche in metallo prive delle caratteristiche lesive (taglio e punta), in cui la sicurezza è garantita dal controllo del colpo e si pratica al fine di migliorare la tecnica schermistica;
contatto pieno (full contact)in genere eseguito con repliche in materiale non lesivo (acciaio leggero e flessibile, legno, rattan, bambù) ed opportune protezioni per il corpo, in cui lo scopo principale è simulare nella migliore maniera possibile le condizioni di uno scontro reale.
Negli ultimi anni si sta diffondendo una terza categoria, ispirata alle rivisitazioni hollywoodiane del medioevo europeo. Tale disciplina, spesso sovrapposta alla rievocazione storica, consiste in scontri fra contendenti in armatura completa dotati di repliche di spade rigide e fortemente smussate (minimo 3 mm di superficie di impatto). Pur presentando a volte colpi applicati con notevole forza, per ragioni di sicurezza vengono banditi determinati colpi o atteggiamenti, presenti invece nel contatto pieno. La presenza di pesanti protezioni passive in metallo consente ai combattenti di non prestare particolare attenzione al controllo del colpo, cosa invece fondamentale nel contatto leggero.

### Armi
Le armi che possono far parte della disciplina di scherma antica sono le seguenti:
- Spada a una mano e mezza e Spada a due mani
- Spada a una mano, usata da sola o accompagnata da
  - Daga o Pugnale
  - Scudo piccolo (Brocchiero, Targa)
  - Scudo grande (Targone, Rotella)
  - Cappa
  - Altra Spada a una mano
- Striscia
- Daga o Pugnale solo
- Lancia e altre Armi inastate
- Ascia, Azza, Mazza e altre armi da botta
- Lotta e Lotta in Arme
- Bastone
  - a una mano (bastoncello, da passeggio, provvidente, ecc.)
  - a due mani

## Trattati di Scherma

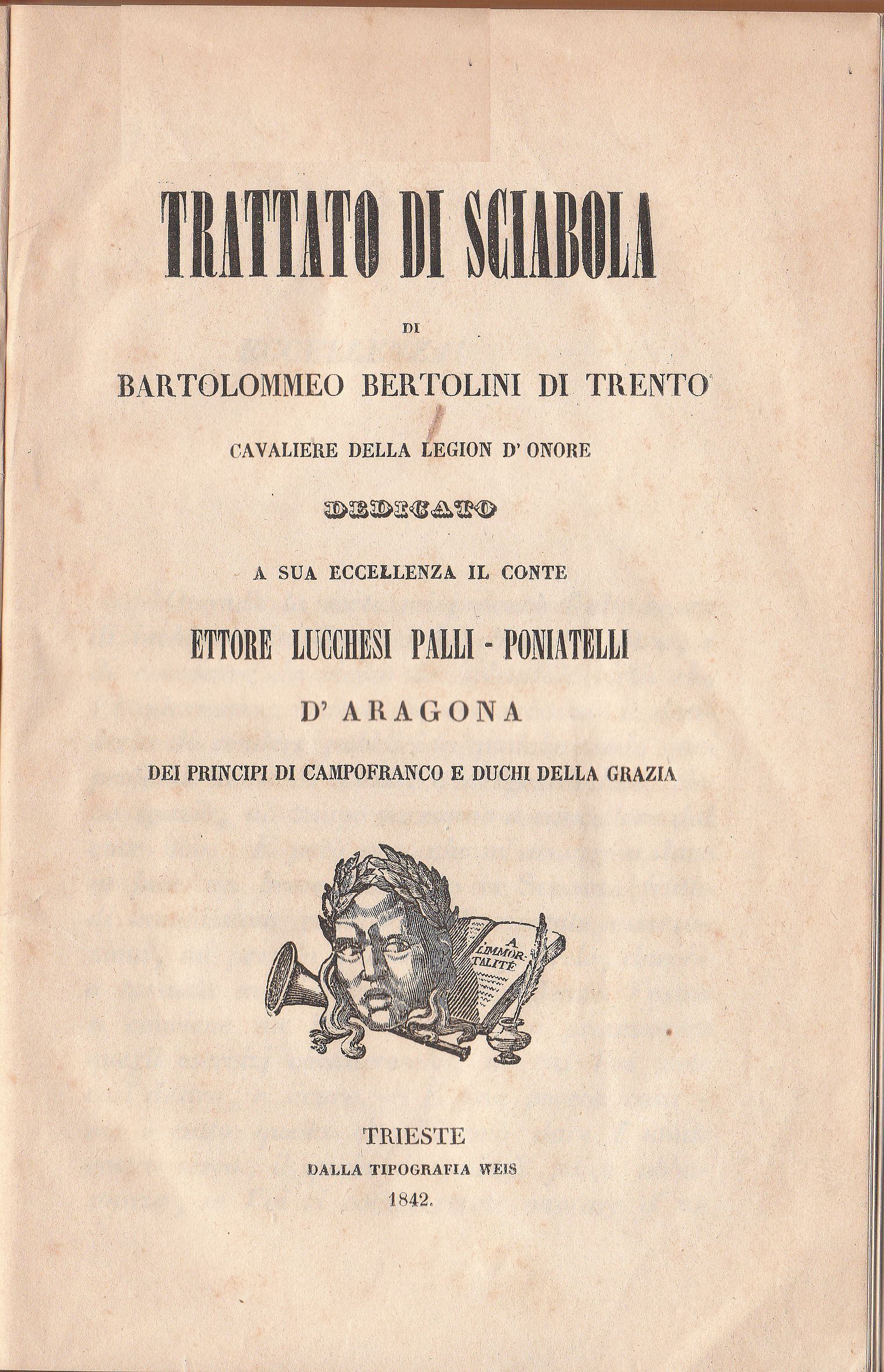
Bartolommeo Bertolini: Trattato di sciabola - 1842

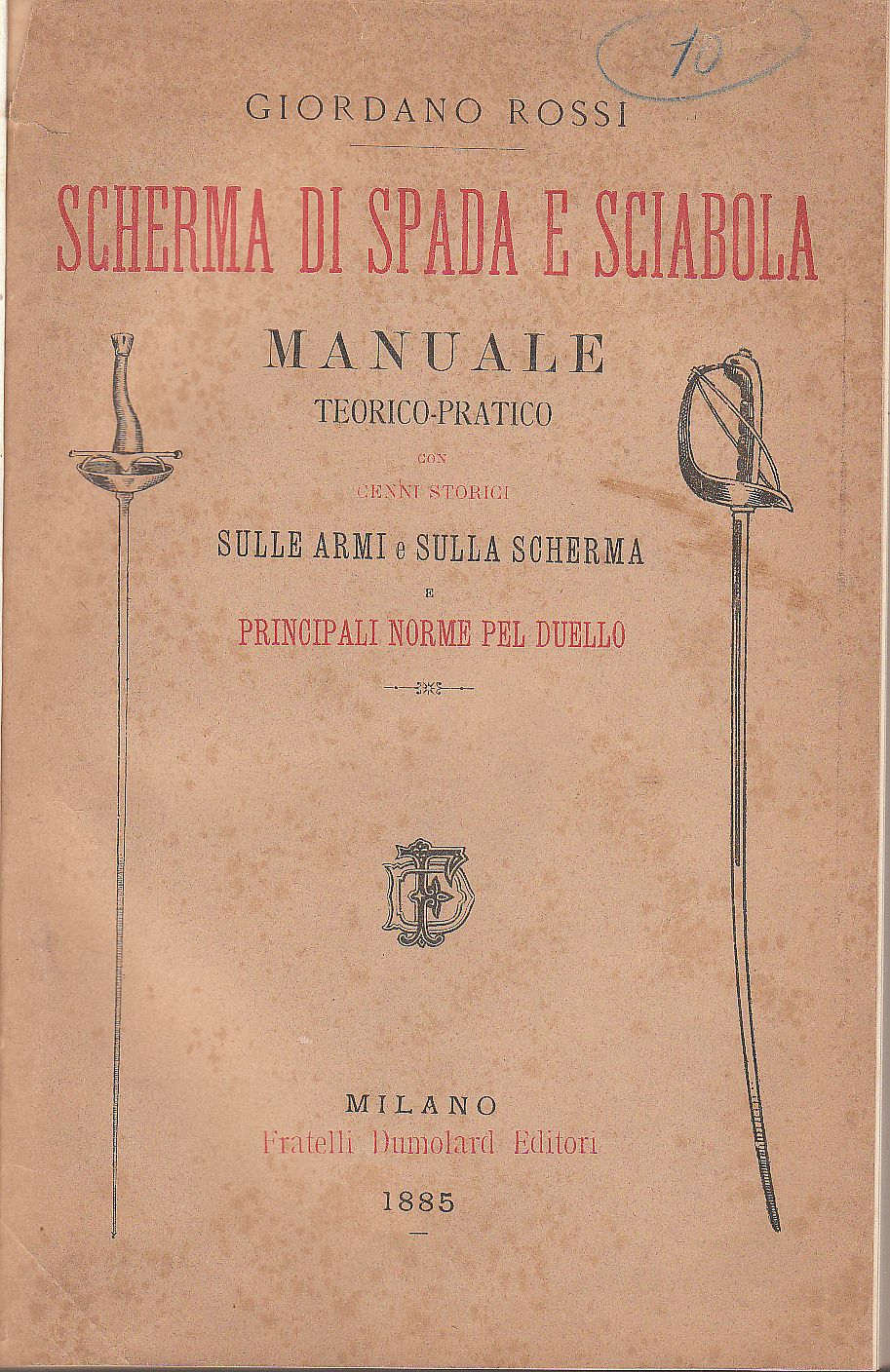
Giordano Rossi: Scherma di Spada e Sciabola - Manuale teorico-pratico - 1885

- Anonimo, London Tower Fechtbuch (Manoscritto I-33) - c.a. 1295
- Fiore dei Liberi, Flos Duellatorum in armis, sine armis, equester et pedester - 1409
- Jaime Pons de Perpiñán, La verdadera esgrima y el arte de esgrimir - 1472
- Pedro de la Torre, El manejo de las armas de combate - 1473
- Filippo Vadi, De arte gladiatoria dimicandi - 1482-1487
- Pietro Monte, Petri Montii Exercitiorum Atque Artis Militaris Collectanea in Tris Libros Distincta - 1509
- Anonimo Bolognese, Arte della spada di anonimo bolognese (Manoscritti M-345 e M-346) - non datato, 1515 circa
- Antonio Manciolino, Opera Nova per Imparare a Combattere, & Schermire d'ogni forte Armi - 1531
- Francisco Román, Tratado de la esgrima con figuras - 1532
- Achille Marozzo, Opera Nova Chiamata Duello, O Vero Fiore dell'Armi de Singulari Abattimenti Offensivi, & Diffensivi - 1536
- Camillo Agrippa, Trattato di Scientia d'Arme con un Dialogo di Filosofia - 1553
- Giacomo di Grassi, Ragion di Adoprar Sicuramente l'Arme si da Offesa, come da Difesa - 1570
- Giovanni dall'Agocchie, Dell'Arte di Scrimia - 1572
- Angelo Vizani dal Montone, Trattato dello Schermo - 1575
- Jerónimo Sánchez de Carranza, De la philosofía de las armas y de su Destreza y la aggression y defensa cristiana - 1569
- Alfonso Falloppia, Nuovo et brieve modo di schermire - 1584
- Federico Ghisliero, Regole di molti cavagliereschi essercitii - 1587
- Vincentio Saviolo, "His practise: in two bookes" - 1595
- Pacheco de Narváez, Libro de las grandezas de la espada, en que se declaran muchos secretos del que compuso Geronimo de Carrança - 1600
- Marco Docciolini, Trattato in Materia di Scherma - 1601
- Nicoletto Giganti, Scola overo Teatro - 1606
- Antonio Quintino, Gioiello di Sapienza - 1614
- Salvatore Fabris, De lo Schermo ovvero Scienza d'Armi - 1606
- Ridolfo Capoferro, Gran Simulacro dell'Arte e dell'Uso della Scherma - 1610
- Francesco Alfieri, La Scherma di Francesco Alfieri - 1640
- Ceresa Terenziano, L'Esercizio della Spada Regolato con la Perfetta Idea della Scherma - 1641
- Baptistae Ferrarii, Senensis Pugilatus - 1652
- Baptistae Ferrarii, Pisano in Ponte Conflictus - 1652
- Senesio Alessandro, Il Vero Maneggio di Spada - 1660
- Mattei Francesco Antonio, Della Scherma Napolitana - 1669
- Morsicato Pallavicini Giuseppe, La Scherma Illustrata - 1670
- Marcelli Francesco Antonio, Regole della Scherma Insegnate - 1686
- Della Monica Francesco, La Scherma Napoletana - 1680
- Francesco Antonio Marcelli, Regole della Scherma Insegnate... - 1686
- Bondi di Mazo, La Spada Maestra - 1694
- Capodivacca Paolo, Massime ed Avvertimenti da Praticarsi nella Scherma - 1704
- Angelo Tremamondo, L'Ecole des Armes... - Londra 1765
- Anonimo, Elementi della Scherma - 1778
- Bertelli Paolo, Trattato di Scherma - 1800
- Giuseppe Rosaroll-Scorza e Pietro Grisetti, La Scienza della Scherma - 1803
- Giuseppe Rosaroll Scorza, Pietro Grisetti, La scienza della scherma esposta dai due amici il barone Rosaroll Scorza commendatore dell'ordine reale delle Due Sicilie, maresciallo di campo ecc. e Pietro Grisetti capo di battaglione del I.mo reggimento dell'artiglieria, Napoli, 1814 - Riproduzione anastatica a cura delle Edizioni Orsini De Marzo - ISBN 978-88-7531-056-1
- Giuseppe Morosini, Trattato Elementare di Scherma - 1808
- Paolo De Scalzi, La Scicenza della Scherma - 1835
- Gambogi Michele, Trattato sull Scherma - 1837
- Bartolommeo Bertolini, Trattato di Sciabola - 1842
- Florio Blasco, La Scienza della Scherma - 1844
- Spinazzi, Il Bersagliere in Campagna e Istruzioni della Scherma - 1851
- Giuseppe Cerri, Trattato Teorico Pratico della Scherma di Bastone - 1854
- Anonimo, Istruzioni per la Scherma di sciabola, Baionetta e Bastone - 1858
- Francesco Cajol, Guida per Maestro di Scherma a Bastone - 1865
- Alberto Falciani, La Scherma della Sciabola e del Bastone a due Mani - 1870
- Luigi Carmine, Trattato Teorico Pratico Illustrato di Box Libera - 1869
- G. Perez, Il Sistema di Spada Radaelli... - 1878
- Masaniello Parise, Trattato teorico-pratico della Scherma di Spada e Sciabola - 1884
- Cap. (M°) Del Frate Settimo, Istruzione per la Scherma di Sciabola e di Spada... - 1885
- Giordano Rossi, Scherma di Spada e Sciabola - Manuale teorico-pratico - 1885
- Masiello Ferdinando, La Scherma di Spada e di Sciabola - 1887
- Masaniello Parise, La Scherma da terreno - 1904
- Masaniello Parise, Trattato teorico pratico della scherma di spada e sciabola, Roma 1884 - Riproduzione anastatica a cura delle Edizioni Orsini De Marzo - ISBN 978-88-7531-086-8
- Aurelio Greco, La Spada e le sue Applicazioni - 1907
- Giovanni Ceselli, Giuoco Ginnico Schermistico di Bastone - 2ª Ed. 1908
- Giannino Martinelli, Trattato di Scherma col Bastone da Passeggio - 1908
- Giannino Martinelli, Difesa Personale - Norme di pugilato e difesa personale - 1908
- Dott. Alberto Cougnet, Pugilato e Lotta Libera - 1911
- Agesilao Greco, La Spada e la sua Disciplina d'Arte - 1912
- Vannucchi Poggio, I Fondamenti della Scherma Italiana - 1915, 1920
- Stato Maggiore Regio Esercito, Lotta Corpo a Corpo - 1943
- a cura di Paolo Cutolo Materie Generali per l'Esame di Maestro e Istruttore di Scherma, Ed. Accademia Nazionale di Scherma, Napoli, 2009.

## Contributi moderni per i praticanti di scherma antica e tradizionale
- Arte di daga - Non ti fidar di me se il cuor di manca, a cura di Graziano Galvani, Editore Zero3 collana I Libri del Circolo ISBN 00-0024-062-1
- http://www.gebonanno.com/it/scheda_libro.php?id=1788[collegamento interrotto], a cura di Francesco Lodà, Bonanno Editore ISBN 978-8896950869.
- Flos Duellatorum - Manuale di arte del combattimento del XV secolo di Fiore dei Liberi, a cura di Marco Rubboli e Luca Cesari, Editore Il Cerchio collana Gli Archi ISBN 88-8474-023-1 (Errata corrige della pubblicazione)
- Flos Duellatorum di Fiore dei Liberi, a cura di Giovanni Rapisardi, Editore "Seneca Edizioni" collana Gladiatoria ISBN 978-88-6122-108-6
- Flos Duellatorum 1409-2002 - La pietra miliare della Scuola Marziale Italiana, a cura di Graziano Galvani, Girlanda Roberto e Lorenzi Enrico, Editore Zero3 collana I Libri del Circolo ISBN 600-135-080-9
- http://www.gebonanno.com/it/scheda_libro.php?id=1953[collegamento interrotto], a cura di Francesco Lodà, Bonanno Editore ISBN 9788863180282.
- Gran simulacro dell'arte e dell'uso della scherma di Ridolfo Capoferro, a cura di Giovanni Rapisardi, Editore "Seneca Edizioni" collana Gladiatoria ISBN 978-88-89404-14-0
- Opera nova dell'arte delle armi di Achille Marozzo, a cura di Giovanni Rapisardi, Editore "Seneca Edizioni" collana Gladiatoria ISBN 978-88-89404-15-7
- I.33 - (anonimo), a Cura di Andrea Morini e Riccardo Rudilosso, Editore Il Cerchio collana Gli Archi (Errata corrige della pubblicazione)
- Le tecniche di spada e brocchiere secondo il Royal Armouries MS.I.33, a cura di Marco De Filippo, Spring edizioni 2015, ISBN 978-88-97033-25-7
- L'arte cavalleresca del combattimento - De arte gladiatoria dimicandi di Filippo Vadi, a cura di Marco Rubboli e Luca Cesari, Editore Il Cerchio collana Gli Archi ISBN 88-8474-079-7
- L'arte della spada - Trattato di scherma dell'inizio del XVI secolo di Anonimo Bolognese, a Cura di Marco Rubboli e Luca Cesari, Editore Il Cerchio collana Gli Archi, codice ISBN 88-8474-093-2 (Errata corrige della pubblicazione)
- Monomachia - Trattato dell'arte della scherma di Sandro Altoni Francesco, a cura di Alessandro Battistini, Iacopo Venni e Marco Rubboli, Editore Il Cerchio ISBN 88-8474-147-5 (Errata corrige della pubblicazione)
- Nova scrimia - Arte marziale italiana - Figli dell'Arte e non della Ventura, a cura di Graziano Galvani, Editore Zero3 collana I Libri del Circolo ISBN 00-0019-283-X
- Arti marziali italiane. Lotta, prese di daga, daga contro daga di Maurizio Maltese, Edizioni Mediterranee 2002, codice ISBN 8827214380
- Scherma di bastone - I quaderno tecnico, a cura di Graziano Galvani, Editore Zero3 collana I Libri del Circolo, codice ISBN 00-0023-080-4
- Il fior di battaglia di fiore dei Liberi da Cividale – Il Codice Ludwig XV 13 del J. Paul Getty Museum, a cura di Massimo Malipiero, Edizione Ribis, Udine, 2006 ISBN 88-7445-035-4
- Opera nova di Antonio Manciolino, a Cura di Marco Rubboli e Alessandro Battistini, Editore Il Cerchio collana Gli Archi ISBN 88-8474-176-9
- Trattato di scherma - Trattato di scherma della fine del XV secolo di Anonimo Riccardiano, a cura di Alessandro Battistini e Iacopo Venni, Editore Il Cerchio collana Gli Archi (Errata corrige della pubblicazione)
- Le tre giornate di Marc'Antonio Pagano, gentil'huomo napoletano, d'intorno alla disciplina de l'arme et spetialmente della spada sola, a cura di Marco De Filippo, Spring Edizioni 2015, ISBN 978-88-97033-23-3
- http://www.gebonanno.com/it/scheda_libro.php?id=1641[collegamento interrotto], a cura di Francesco Lodà, Bonanno Editore ISBN 978-88-7796-832-6.
- La bottega dello storico - Le metodologie della ricerca nella scherma storica, a cura di Francesco Lodà, Il Cerchio Iniziative Editoriali ISBN 978-8884742766.
- Spada a due mani Rinascimentale Italiana - CONCETTI FONDAMENTALI E SCUOLA BOLOGNESE, Paolo Tassinari, Editore Accademia Nazionale di Scherma, ISBN 979-12-80230-03-4
- Scherma storica italiana, AA. VV., Editore Accademia Nazionale di Scherma, ISBN 979-12-80230-10-2
- Masaniello Parise: La vita e l’opera del più importante maestro di scherma del mondo, Fabrizio Orsini, Editore Accademia Nazionale di Scherma, ISBN 979-1280230140